# Marco Giovannetti
Marco Giovannetti (Milán, 4 de abril de 1962) es un exciclista italiano, profesional entre 1985 y 1994.
Como amateur, logró una medalla de oro en la prueba de 100 km contrarreloj por equipos de los Juegos Olímpicos de 1984.
La victoria más importante de su carrera deportiva fue el triunfo en la clasificación general de la Vuelta ciclista a España 1990, derrotando contra todo pronóstico a ciclistas como Pedro Delgado, Pello Ruiz Cabestany o Anselmo Fuerte, y vistiendo el maillot amarillo durante doce jornadas. En 1992  quedaría 4.º en la general de la Vuelta.
La carrera en la que se mostró más regular fue el Giro de Italia. En su debut en 1986 ya se impuso en la clasificación de los jóvenes. Su mejor resultado lo logró en 1990, al terminar 3.º por detrás de Bugno y Mottet. En 1992, el año de la primera victoria de Induráin, fue 4.º y logró un triunfo de etapa. Fue 6.º en 1987 y 1988; y 8.º en 1986, 1989 y 1991.

## Palmarés
1983 (como amateur)
- Giro del Casentino

1984 (como amateur)
- Giro del Casentino
- Campeonato Olímpico 100 km Contrarreloj por Equipos (con Marcello Bartalini, Eros Poli y Claudio Vandelli)

1986
- Clasificación de los Jóvenes del Giro de Italia

1987
- 1 etapa de la Vuelta a Suiza.

1990
- Vuelta a España.
- 3.º en el Giro de Italia.

1992
- Campeón de Italia en ruta.
- 1 etapa del Giro de Italia.

## Resultados en Grandes Vueltas
| Carrera         | 1985 | 1986 | 1987 | 1988 | 1989 | 1990 | 1991 | 1992 | 1993 | 1994 |
| --------------- | ---- | ---- | ---- | ---- | ---- | ---- | ---- | ---- | ---- | ---- |
| Giro de Italia  | 14.º | 8.º  | 6.º  | 6.º  | 8.º  | 3.º  | 8.º  | 4.º  | 28.º | Ab.  |
| Tour de Francia | -    | Ab.  | -    | -    | -    | Ab.  | 30.º | -    | -    | -    |
| Vuelta a España | -    | -    | -    | -    | 26.º | 1.º  | 18.º | 4.º  | Ab.  | -    |
| Mundial en Ruta | -    | -    | -    | -    | -    | Ab.  | 46.º | Ab.  | 11.º | -    |

## Equipos
- Ceramiche Ariostea (1985)
- Gis Gelati (1986-1988)
- Seur (1989-1990)
- Chateau d'Ax-Gatorade (1991)
- Gatorade-Chateau d'Ax (1992)
- Mapei (1993-1994)